# ادواردو کاپستین
ادواردو کاپستین (اسپانیایی: Eduardo Kapstein‎; ۲۸ مارس ۱۹۱۴ – ۱۹۹۷) بازیکن بسکتبال اهل شیلی بود. وی در بازی‌های المپیک تابستانی ۱۹۳۶ و ۱۹۴۸ شرکت کرده‌است.